# Ordine dell'Eredità principesca
L'Ordine dell'Eredità principesca è l'ultima tra le onorificenze di Antigua in ordine di importanza. L'Ordine venne fondato nel 1998 per ricompensare i cittadini sia Antiguo-barbudani sia stranieri che si fossero distinti grandemente nei confronti dei Antigua e Barbuda.
L'ordine consiste in cinque gradi:
- Cavaliere di Gran Croce
- Grand'ufficiale
- Commendatore
- Ufficiale
- Membro

Un membro dell'importantissimo Ordine dell'Eredità principesca ha il diritto di indossare il nastrino del suo grado.

## Insegne
- Il nastro è rosso con due strisce ai lati: una celeste e una blu.

## Decorati importanti
- Maurice Hope, GCH[1]